# Piercia deceptata
Piercia deceptata är en fjärilsart som beskrevs av Fletcher 1958. Piercia deceptata ingår i släktet Piercia och familjen mätare. Inga underarter finns listade i Catalogue of Life.